# Abd al-Karim Ha'iri

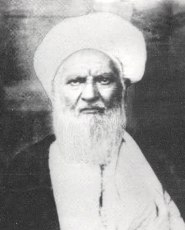
Abd al-Karim Ha'iri

ʿAbd al-Karim Haʾiri (Ardikan, 1859 – 30 gennaio 1937) è stato un capo religioso sciita.

## Biografia
Il Grande Ayatollah Hajj shaykh ʿAbdolkarim Haeri Yazdi (in persiano عبدالكريم حائري يزدي‎; in arabo عبد الكريم الحائري اليزدي‎?, ʿAbd al-Karīm al-Ḥaʾirī al-Yazdī) è stato un autorevole rappresentante della gerarchia religiosa sciita duodecimana e marjaʾ al-taqlīd. È noto per aver fondato un importante seminario di studi islamici (ḥawza ) a Qom, in Iran, apprezzato anche per il suo "voluto disinteresse per le questioni politiche". Fra i suoi allievi figura Ruhollah Khomeyni.
Haʾiri nacque in un villaggio presso Ardikan, nel SE dell'Iran. Studiò a Yazd (motivo questo per la sua nisba), poi a Samarra, sotto il Grande Ayatollah Mirza Hasan Shirazi, e completò la propria istruzione a Najaf, con Muhammad Kazim Khorasani e Muhammad Kazim Yazdi. Nel 1906, deluso dalla politicizzazione che s'accompagnava alla Rivoluzione costituzionale iraniana, si spostò a Najaf. Quando anche Najaf fu coinvolta nel processo di politicizzazione, si trasferì a Karbala finché l'entusiasmo politico si raffreddò nel 1913: anno in cui pertanto egli tornò ad Arak. Dal 1921 divenne famoso come "rinomato e rispettato maestro" e "buon amministratore", finendo con l'accettare un invito dei mullah di Qom "per operare in veste di decano" nei circoli di studiosi di quella Città Santa.
Sotto Ha'eri, Qom si trasformò da una rispettabile Madrasa di provincia a un centro di assoluta rilevanza per gli studi religiosi, assai prossima ai livelli di Najaf. Sebbene "alcuni dei suoi contemporanei lo eclissassero" in quanto giureconsulti, Haʾeri divenne il marja' per "molti religiosi iraniani".
Il quietismo di Ha'eri si è riflettuto nella sua intenzione di mantenere rapporti cordiali sia con l'ultimo scià della dinastia Qajar, Ahmad Qajar, sia col Primo ministro di questi (che più tardi lo deporrà dal trono) Reza Pahlavi.